# Тяньвень-1
Тяньвень-1 (англ. Tianwen-1 укр. Питання до Неба) — космічна місія з відправки Китаєм на Марс трьох космічних апаратів: орбітального апарата, посадкової платформи та марсоходу (ровера). Місія є астробіологічною, тобто її метою є пошук існування «життя» на Марсі, як на поточний момент, так і в минулому, а також дослідження навколишнього середовища. Місія була успішно запущена 23 липня 2020 року за допомогою ракети-носія Великий похід-5. Вихід на навколомарсову орбіту відбувся 10 лютого 2021 року, а посадка була здійснена 15 травня 2021 року.
22 травня 2021 року, марсохід «Чжужун» (Zhurong) спустився зі спускальної платформи на поверхню Марса і почав свою першу поїздку, відправивши на Землю перші зображення спускного апарата вже без марсоходу.
Китайська програма дослідження Марса стартувала у 2009 році у співпраці з Росією. Після невдалого запуску у 2012 році апарата Фобос-Ґрунт, що повинен був доправити до Марса китайський орбітер Інхо-1, Піднебесна вирішила започаткувати власну програму.

## Космічні апарати
Планувалось, що посадка ровера здійснюватиметься на рівнині Утопія за допомогою посадкового апарата, що містить парашути та двигуни, які сповільнюватимуть падіння, а також надувні подушки, що пом'якшать його. Живитиметься марсохід від сонячних панелей, зондуватиме місячний ґрунт за допомогою радара та здійснюватиме його хімічний аналіз, шукаючи біомолекули чи біосигнатури. За наслідками роботи орбітера і ровера розроблять топографічні мапи марсіанської поверхні із вказанням характеристик ґрунтів, атмосфери (іоносфери), ділянок водяного льоду та інших зібраних даних.
Загалом використовується 12 наукових інструментів:
- Орбітальний апарат:
  - камера із середньою роздільною здатністю (100 м на орбіті, висотою 400 км);
  - камера із високою роздільністю (2 м на тій же орбіті);
  - магнітометр;
  - спектрометр для мінералів;
  - радар поверхні;
  - аналізатор іонів та нейтральних частинок;
- Марсохід:
  - георадар для дослідження на глибині у 100 м;
  - детектор магнітного поля;
  - інструмент для метеорологічних замірів;
  - детектор поверхневих сполук;
  - мультиспектральна камера;
  - навігаційна та топографічна камера.

## Хід місії

### Посадка на Марсі
14 травня 2021 року, о 23:18 UTC, спускальний апарат «Tianwen-1» успішно сів у визначеній посадковій зоні в південній частині рівнини Утопія. Посадка почалась з випущення захисної капсули із спускальним апаратом і ровером. Капсула увійшла в атмосферу і спустилась на парашуті, після чого спускальний апарат використав реактивні двигуни для м'якої посадки на Марс.
Спускальний апарат випустив марсохід (ровер) «Чжужун» (Zhurong) 22 травня 2021 року. Марсохід було спроєктовано для дослідження поверхні впродовж 90 марсіанських днів, його висота складає — 1,85 м, а маса становить — 240 кг.
Таким чином, КНР стала другою після США країною, яка змогла здійснити успішну посадку космічного апарата на Марсі.

### Діяльність орбітального апарата
У липні 2023 р., згідно публікації в Space, стало відомо, що за допомогою китайського орбітального апарата «Tianwen-1» та китайського марсоходу «Чжужун» (Zhurong) було виявлено особливості у вигляді темних гребенів на вершині яскравих піщаних дюн у рівнині Утопія на Марсі. Це довело те, що на Марсі 400 тисяч років тому відбулася різка зміна клімату, найімовірніше це сталося після льодовикового періоду. Причиною існування льодовикового періоду на Марсі стала зміна нахилу осі планети, яка відбувається періодично. У період між 2,1 млн і 400 тисяч років тому нахил осі Марса змінювався в діапазоні від 15 до 35° до площини орбіти його обертання навколо Сонця. Це вплинуло на клімат на Марсі і призвело до різкої його зміни, вважають учені. До речі, зараз нахил осі Червоної планети становить 25°.